# Delphin (Schiff, 1906)
Die Delphin war ein Tender und Artillerieschulboot der deutschen Kaiserlichen Marine und der Reichsmarine.

## Bau und Technische Daten
Das Schiff lief am 25. Januar 1906 auf der Werft Jos. L. Meyer in Papenburg an der Ems (oder im Jahr 1905 bei den Kieler Howaldtswerken) vom Stapel. Es war 40,8 m lang und 8,3 m breit, hatte 3 m Tiefgang und verdrängte 445 t. Die Bewaffnung bestand aus vier 8,8-cm L/35 Schnellfeuerkanonen. Die aus kohlebefeuerten Dampfkesseln und Verbundmaschinen bestehende Antriebsanlage verlieh dem Schiff eine Höchstgeschwindigkeit von 12,5 Knoten. Die Besatzung zählte 51 Mann.

## Kaiserliche Marine
Die Delphin wurde am 15. Mai 1906 in Dienst gestellt und der „Inspektion der Schiffsartillerie“ zugeteilt. Dort wurde sie zur Versorgung der schießenden Schiffe, der Sicherung des Schießgebiets und dem Schleppen von Seezielscheiben verwendet.
Im Jahr 1908 wurde das Schiff auf der Kaiserlichen Werft Kiel leicht umgebaut. 1910 leistete die Delphin im Höruper Haff, einem Nebenarm der Flensburger Förde, gestrandeten Fischkuttern und im Ærøsund einem Segelboot Hilfe. 1909 und 1914 wurde sie zu Küstenerkundungsfahrten benutzt.
Bei Beginn des Ersten Weltkriegs im August 1914 wurde die Delphin der Hafenflottille Kiel zugeteilt, zusammen mit den Torpedobooten T 27, T 58, T 60, T 63 und T 65. Ab 10. Januar 1916 diente sie dann als Tender an der Schiffsartillerieschule in Sonderburg.

## Zwischenkriegsjahre und Verbleib
Nach Kriegsende wurde das Schiff zunächst der I. Ostsee-Minensuchflottille und ab 1. Juli 1919 dem Befehlshaber der Seestreitkräfte Ostsee (BSO) zugeteilt, dann aber am 20. November 1919 außer Dienst gestellt.
Am 12. Februar 1921 stellte die neu formierte Reichsmarine das Schiff wieder in Dienst und nutzte es als Artillerietender bei der Schiffsartillerieschule (SAS) Kiel-Wik. Am 15. November 1925 wurde es endgültig außer Dienst gestellt. (Am gleichen Tage trat das ehemalige Minensuchboot M 108 seinen Dienst als Entfernungsmeß-Tender und Scheibenschlepper der Schiffsartillerieschule an; es wurde am 2. Juni 1928 in Delphin umbenannt.)
Die alte Delphin wurde 1926 verkauft und nach Umbau 1928 nach Peru weiterverkauft.